# Myriocarpa filiformis
Myriocarpa filiformis är en nässelväxtart som beskrevs av Henry Hurd Rusby. Myriocarpa filiformis ingår i släktet Myriocarpa och familjen nässelväxter. Inga underarter finns listade i Catalogue of Life.